# Kanton Amiens-3 (Nord-Est)
Kanton Amiens-3 (Nord-Est) (fr. Canton d'Amiens-3 (Nord-Est)) byl francouzský kanton v departementu Somme v regionu Pikardie. Skládal se ze dvou obcí. Zrušen byl po reformě kantonů 2014.

## Obce kantonu
- Amiens (severovýchodní část)
- Rivery